# 共同競馬会社
共同競馬会社(Union Race Club)は1879年(明治12年)から1892年(明治25年)まで存在した競馬を主催する社交クラブ。日本の皇族、華族、政府高官、高級将校、財界人ら名士がメンバーになった。共同競馬会社が催す競馬は外相井上馨の提唱する欧風化政策に基づき、屋外の鹿鳴館とも位置付けられ、競馬の母国イギリスでは競馬は貴族の社交場であったことに倣っている。明治12年から戸山学校競馬場、1884年(明治17年)からは上野不忍池で春・秋に東京在住の上流階級が集って競馬を催した。共同競馬会社が催す競馬には明治天皇も計13回行幸され、上流階級の人々によって華やかに開かれた競馬の目的は鹿鳴館と同じく西洋的な文明国を目指すことに加え、馬匹の改良の意図も加えられた。運営は会費と宮内省、農商務省、陸軍の支援で行われたが馬券は発売されることはなく財政的に行き詰って1892年(明治25年)解散する。明治初期にはClubは会社と翻訳されたため共同競馬会社を名乗るが営利企業ではなく社交を目的としたクラブである。
同時期、東京三田の三田育種場競馬場で競馬を開催した興農競馬会社(Agricultural Racing Club)もほぼ同趣旨のクラブで参加人員も多くは重複している。

## 明治維新と競馬
1859年(安政6年)横浜では外国人居留地で競馬が行われ（根岸競馬）日本在留の外国人の社交の場となっていた。この横浜居留地競馬には幕末の五賢侯の一人旧宇和島藩主伊達宗城などの日本人も参加してその社交性を目にしていた。また、後に外相になる井上馨や、後に共同競馬会社の社長・副社長となる旧佐賀藩主鍋島直大や旧徳島藩主蜂須賀茂韶などはイギリスに滞在してイギリスの貴族社会での競馬を目にしている。明治維新後明治政府は諸外国に対して日本が文明国であることをアピールすることに力を注ぎ、そのため欧風化政策を急いだ。その中で1879年(明治12年)にはドイツの皇族、アメリカ前大統領グラント将軍、イタリア王国王族などが相次いで来日する。ドイツの皇族には鍋島直大が接待役を務め、グラントの接待は伊達宗城、イタリア王国王族の接待には蜂須賀茂韶があたる。井上馨や同じく欧州での競馬の社交性を知る伊藤博文らによって進められている欧風化政策によって宮内卿徳大寺実則と外務卿寺島宗則はグラントを始め外国要人の歓待用に陸軍戸山学校に競馬場を作ることを提案する。
戸山学校敷地西側を競馬場として整備する費用は6,120円、馬見所（メインスタンド)も厩舎も仮のもので十分な施設とは言えなかったが（5年後の鹿鳴館時代に作る上野不忍池競馬場では11万7千円と桁違いの経費を投入する）、それでも一周1280メートルの楕円型の馬場を持つ戸山学校競馬場は1879年(明治12年)当時の東京ではもっとも本格的な競馬場であった。
1879年(明治12年)6月、アメリカ合衆国前大統領グラント将軍が来日し、それに合わせて戸山学校競馬場は7月上旬に竣工した。戸山学校競馬場の馬場は楕円形で一周は1280メートル。陸軍が競馬を執行することになり、臨時競馬規則を定める。開催日は8月20日とし8月9日には陸軍卿西郷従道名でグラント将軍に招待状を出す。当日には明治天皇がご臨幸されグラント将軍およびその随員たち、日本側は宮家や旧大名、政府高官がこぞって参加し競馬を観覧される。明治天皇は1時から5時まで観戦、グラント将軍は6時すぎまで観戦した。
外国要人接待に競馬を開催することは宮内省・外務省の要請だが、実際に競馬場を作り運営したのは陸軍である。陸軍ではその必需品である日本馬が外国の馬に比べ著しく劣っていることから馬匹の改良を求め、その手段の一つとして競馬に注目していたのである。また、農商務省も陸上輸送の柱である荷馬車を曳く馬の改良を求めていた。また天皇や政府高官の馬車を曳く馬や将校が乗る馬が（外国馬に比べ）みすぼらしいのでは外国人に対して国家の威厳にも関わる問題でもあった。西洋人の目にはこの当時の日本馬はみすぼらしいポニーでしかなかったのである。
グラント将軍の接待の為の戸山学校競馬の成功ののち、西洋貴族の競馬文化を知る要人と馬匹の改良を求める陸軍軍人らによって共同競馬会社は企画される。

## 共同競馬会社と戸山競馬
陸軍・農商務省の馬匹改良の要請に加え、外国からくる賓客の接待を直接の契機として、西洋型の社交の場の競馬を意識して発足したクラブはグラント将軍の接待の為の戸山学校競馬の成功直後から会議を重ねて規則を作成し、1879年(明治12年)10月末にはメンバーは120名になり集会を開き11月5日役員を決める。幹事に松方正義と蜂須賀茂韶、副幹事に陸軍参謀長の田辺良顕、議員には陸軍から石井邦猷、野津道貫、小沢武雄、西寛二郎、保科正敬、黒川道軌、田中光顕。陸軍外では元老院から楠本正隆、外務省から鍋島直大、内務省勧農局の橋本正人。グラント将軍歓待の戸山学校競馬を執行したのは陸軍であるので初期の共同競馬会社幹事には陸軍関係者が多かった（後の共同競馬会社役員は陸軍関係者は減り宮内省や皇族・華族を始め各界の名士が増える）。共同競馬会社は競馬開催時には戸山学校競馬場を陸軍から借りて開催する形になる。共同競馬会社は本社を最初、陸軍士官の社交場だった東京の九段上の偕行社内に置き、1884年(明治17年)競馬開催地を上野に移すにあたって本社も不忍池に移転した。
共同競馬会社が主催する第一回目の競馬は1879年(明治12年)11月30日、イタリア王族ゼノアの歓待行事を兼ねて戸山学校競馬場で行われる。有栖川、北白川、伏見、東伏見、閑院の各皇族や伊藤博文、西郷従道、川村純義、他、高級官吏、高級将校、華族、各国公使などが参観に訪れ、陸軍楽隊が音楽を演奏し盛り上げた。明治天皇はこの時は参加しなかったものの200円を下賜され、レースは6番組、35-60円相当の賞品が勝者に用意された。
1880年(明治13年)松方正義の内務卿就任に伴い幹事には楠本正隆が就き楠本正隆はこののち共同競馬会社の運営を担っていく。1882年(明治15年)には蜂須賀茂韶が社長になり、蜂須賀茂韶が1883年(明治16年)フランス公使に就いたのちには小松宮が社長に就任する。
議員にも1881年(明治14年)からは大河内正質、土方久元、米田虎雄、伊達宗城、伊藤博文、岩崎弥之助、三井八郎右衛門といった名士が参加し陸軍主導から上流階級のクラブへと中心が移り、のち1884年(明治17年)に始まる屋外の鹿鳴館とも位置付けられる上野不忍池競馬につながっているのである。
共同競馬会社が主催する第二回目の競馬は、1880年(明治13年)4月の春場所で開催日も2日間に増え、レースも2日間で14番組と増えた。競馬興行として体制も整備されていき、以降、共同競馬会社主催の戸山競馬では毎年春と秋に各2日間競馬を行った。明治13年の春場所からは明治天皇も来駕され、共同競馬会社主催の戸山競馬を明治天皇は合計5回観覧される（上野不忍池競馬には7回で明治天皇は合計で12回共同競馬会社主催を観覧されている。
さらに1883年(明治16年)春場所からは一場所3日間の開催となり宮家や上流階級の観戦者も順調であり競馬の人気は高まったが、当時の戸山は交通が不便であり、さらなる発展のために上野不忍池へ競馬場を移転させる計画が持ち上がった。

## 上野不忍池での開催とクラブの廃止
不忍池競馬開催時の共同競馬会社(Union Race Club)は、社長を小松宮、副社長を毛利元徳、鍋島直大と皇族・旧大名が務め、幹事に伊藤博文、西郷従道、川村純義、松方正義、井田譲、楠本正隆、大河内正質、岩崎弥之助、藤波言忠などが名を連ね、会計長に三井八郎右衛門など、馬主にも旧大名たちや明治の元勲、三井・三菱の当主をはじめ名士が名を連ねていた。
発足当初の戸山時代は陸軍色が濃かったのに比べ、鹿鳴館時代となった上野時代の共同競馬会社は競馬の母国イギリスでは競馬は貴族の社交の場であったことをそのまま取り入れたような上流階級が集う会社（クラブ）の色が濃くなっていった。発足時120人だった会員も上野時代には600人に増え、予算も賞金額も戸山時代とは比べ物にならない規模に増えていた。
上野不忍池が競馬場地として選ばれたのは交通の便もあるが、パリ・ブローニュの森にあるロンシャン競馬場などを意識し貴族の社交場として競馬場は公園内にあるのがふさわしいと考えたからだと言われている。
不忍池周囲を競馬場として整備する総工費は11万7千円、国家事業である鹿鳴館の総工費18万円と比べてもその事業規模の大きさがわかる。共同競馬会社は管轄である農商務省から不忍池の7年間の借地を認められ、この時代としては大規模な馬見所（メインスタンド）や厩舎を作った。
1884年(明治17年)当時の共同競馬会社の競走馬は大半は在来の日本馬で西洋馬との雑種馬も少数いたが、共同競馬会社のレースには横浜では活躍していた中国馬は出られなかった。共同競馬会社は社交として競馬を運営するだけでなく、馬匹の改良も目的としていた。しかし日本に輸入されている中国馬はどれも騸馬（去勢された馬）だったのである。馬主には日本人ばかりでなく外国人も多く含まれた。
上野時代の共同競馬会社では抽籤馬制度も取り入れている。抽籤馬とは、競馬運営団体が購入した競走馬を抽選でもって会員に分配（販売）した馬のこと。会員の任意購入だけでは十分な新馬数が見込めないなどの理由で行われている。会員が独自に馬を生産したり競走馬生産牧場と連絡を取ること育成や調教はよほどの金持でないと独自に行うのは負担が大きすぎるため、競馬運営団体がその大部分を負担して馬主を増やし、ひいては競走馬の数を増やす方策で抽籤馬制度のため、上野時代の共同競馬会社の登録馬は戸山時代に比べ大幅に増加している。
不忍池競馬の第一回開催は1884年（明治17年）11月1日。明治天皇をお迎えし、明治天皇は築場記念として金5,000円を賜う。
天皇とともに競馬を観覧されたのは各宮様、多くの旧大名たち、大臣たちも2人を除いてみな参加し、東京在住の華族や各省の高官、軍高級将校、各国公使もほとんどが参加したという。一般人も観覧することが出来たので上野は人であふれたという。
不忍池競馬は春場所・秋場所の定期開催（一場所三日間開催）され、鹿鳴館と並び当時の外相井上馨が主導する欧化政策を象徴する一大イベントでもあった。しかし共同競馬会社は馬券を売ることはできず、収入は会費、入場料、天皇からの下賜金、宮内省、農商務省、陸軍省からの支援に頼っていたが赤字であり1886年(明治19年)からは一場所二日の開催になり賞金額も減っていった。経営難のため1892年（明治25年）の秋場所を最後に共同競馬会社による競馬開催は終了する。
なお、経営難と言っても共同競馬会社の主催する競馬は不人気だったわけではない。最後の明治25年の秋場所でも多くの観衆を集め、馬も当時の俊英が集まって開催されていた。しかし民間の1クラブであり馬券という収入減がない共同競馬会社が大規模な競馬を開催できたのは、鹿鳴館に象徴される欧風化政策を進める外務省・宮内省、馬匹改良を求める陸軍・農商務省などの官の支援があったからである。しかし鹿鳴館に象徴される欧風化政策は明治20年ごろから衰退し、また、共同競馬会社自身は馬券を発売しなかったとはいえどうしても賭けが発生する競馬では日本馬のレースに偽って雑種馬を出場させるなど血統の正当性も不明瞭化し陸軍の馬匹改良の目的に対しても疑問がわきだしていた。このため共同競馬会社への官の支援は脆弱になり、共同競馬会社の赤字は表面化したのである。上野不忍池競馬は鹿鳴館時代の一つの象徴であり、鹿鳴館時代の終わりは共同競馬会社の終わりを告げるものでもあった。

## 研究
上野不忍池競馬を含めて明治鹿鳴館時代の日本の競馬やそれに関する文化的側面については富山大学教授の立川健治が精緻に研究を行っている。立川は多くの論文のほかに鹿鳴館時代の日本の競馬について詳しい書籍『文明開化に馬券は舞う－日本競馬の誕生』を出版している。また日本中央競馬会発行の『日本の競馬史』第2巻も参考になる。